# Rozsdáshasú rigó
A rozsdáshasú rigó (Turdus rufiventris) a madarak osztályának verébalakúak (Passeriformes) rendjébe és a rigófélék (Turdidae) családjába tartozó faj.
Brazília hivatalos madara.

## Előfordulása
Argentína, Brazília, Bolívia, Paraguay és Uruguay területén honos.

## Alfajai
- Turdus rufiventris juensis - Brazília északkeleti része
- Turdus rufiventris rufiventris - kelet-Bolívia, Brazília délkeleti része, Paraguay, északkelet-Argentína és Uruguay

## Megjelenése
Testhossza 25 centiméter.

## Szaporodása
|  |